# Metamaterial

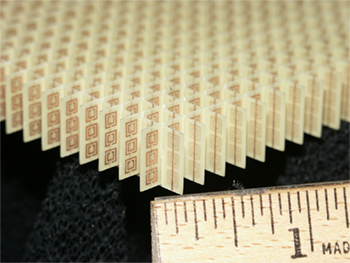
Configuración de matriz de metamateriales de índice negativo, que se construyó con resonadores de anillos divididos de cobre y cables montados en láminas entrelazadas de una placa de circuito de fibra de vidrio. La matriz total consta de 3 × 20 × 20 celdas unitarias con dimensiones totales de 10 mm × 100 mm × 100 mm.

Refracción en un metamaterial con refracción negativa. La flecha entrecortada ilustra como se refractaría si el mismo índice fuera positivo.

No existe una definición universalmente aceptada de metamaterial; en el sentido más amplio, se trataría de un material artificial que presenta propiedades electromagnéticas inusuales, propiedades que proceden de la estructura diseñada y no de su composición, es decir, son distintas a las de sus constituyentes. En un sentido más estricto, hay quien considera un metamaterial a aquel que constituye una estructura periódica, cuya dimensión máxima sea menor que la longitud de onda con la que vaya a trabajar. De esta manera, la estructura diseñada podría considerarse como una "molécula", y sus propiedades ser modeladas mediante parámetros globales, permitividad, permeabilidad, índices de refracción.... exactamente igual a como se hace con las moléculas presentes en la naturaleza. Algunos amplían esta definición incluyendo en la misma estructuras aleatorias (igual que en la naturaleza existen sólidos cristalinos, periódicos y sólidos amorfos) y también existe quien no considera la restricción del tamaño de la estructura, aceptando también como metamateriales a aquellos de dimensiones mayores que la longitud de onda (cristales fotónicos). Por el contrario, también existe quien restringe aún más esa definición, considerando como metamateriales solo a aquellos que presentan coeficientes de refracción negativos (metamateriales "doble negativos" o "zurdos").
Los metamateriales tienen una gran importancia en los campos de la óptica y del electromagnetismo. Muchos estudios que se llevan a cabo hoy en día van orientados al diseño de nuevos materiales capaces de tener un índice de refracción ajustable, la creación de "superlentes" que mejorarían drásticamente la calidad de las imágenes para el diagnóstico médico y otros usos.
La investigación de metamateriales es interdisciplinaria e involucra campos tales como ingeniería eléctrica, electromagnetismo, óptica clásica, física del estado sólido, ingeniería de microondas y antenas, optoelectrónica, ciencia de los materiales, nanociencia e ingeniería de semiconductores.

## Historia
Las exploraciones de materiales artificiales para manipular ondas electromagnéticas comenzaron a finales del siglo XIX. Algunas de las primeras estructuras que pueden considerarse metamateriales fueron estudiadas por Jagadish Chandra Bose, quien en 1898 investigó sustancias con  propiedades quirales. Karl Ferdinand Lindman estudió la interacción de ondas con  hélices metálicas como medios quirales artificiales a principios del siglo XX.
A finales de la década de 1940, Winston E. Kock de AT&T Bell Laboratories desarrolló materiales con características similares a los metamateriales. En las décadas de 1950 y 1960, se estudiaron dieléctricoss artificiales para  antenas de microondas ligeras. En las décadas de 1980 y 1990 se investigaron absorbedores de radar de microondas como aplicaciones de los medios quirales artificiales..
Los materiales de índice negativo fueron descritos teóricamente por primera vez por Victor Veselago en 1967. Demostró que dichos materiales podían transmitir luz. Demostró que la velocidad de fase podía hacerse antiparalela a la dirección del vector de Poynting. Esto es contrario a la propagación de ondas en materiales naturales.
En 1995, John M. Guerra fabricó una rejilla transparente de sublongitud de onda (más tarde denominada metamaterial fotónico) con líneas y espacios de 50 nm, y la acopló a un objetivo de microscopio de inmersión en aceite estándar (la combinación más tarde denominada superlente) para resolver una rejilla en una oblea de silicio que también tenía líneas y espacios de 50 nm. Esta imagen superresuelta se consiguió con una iluminación de una longitud de onda de 650 nm en el aire.
En 2000, John Pendry fue el primero en identificar una forma práctica de fabricar un metamaterial zurdo, un material en el que no se sigue la regla de la mano derecha. Un material de este tipo permite que una onda electromagnética transmita energía (tenga una velocidad de grupo) en contra de su velocidad de fase. La idea de Pendry era que los hilos metálicos alineados a lo largo de la dirección de una onda podían proporcionar permitividad negativa ( función dieléctrica ε < 0). Los materiales naturales (como la ferroeléctricos) presentan una permitividad negativa; el reto era conseguir una permeabilidad negativa (µ < 0). En 1999 Pendry demostró que un anillo partido (en forma de C) con su eje situado a lo largo de la dirección de propagación de la onda podía conseguirlo. En el mismo artículo, demostró que una matriz periódica de alambres y anillos podía dar lugar a un índice de refracción negativo. Pendry también propuso un diseño relacionado de permeabilidad negativa, el Swiss roll.
En 2000, David R. Smith et al. informaron de la demostración experimental de metamateriales electromagnéticos funcionales mediante el apilamiento horizontal, periódicamente, de resonador de anillo partidos y estructuras de alambre delgado. En 2002 se proporcionó un método para realizar metamateriales de índice negativo utilizando líneas de transmisión artificiales cargadas con elementos parciales en tecnología microstrip. En 2003, el índice de refracción negativo complejo (tanto la parte real como la imaginaria) y la obtención de imágenes mediante lentes planas utilizando metamateriales zurdos. En 2007, muchos grupos habían llevado a cabo experimentos con índice de refracción negativo. En 2006, en frecuencias de microondas, se creó el primer Dispositivo de invisibilidad imperfecto.

## Metamateriales electromagnéticos
Los metamateriales son de particular importancia en el electromagnetismo (especialmente en la óptica y la fotónica). Ellos presentan un considerable potencial para una gran variedad de aplicaciones ópticas y de microondas tales como nuevos tipos sistemas moduladores, banda de filtros de transición, lentes, acopladores de microondas, y antenas aleatorias.
Con el fin de que sus propiedades funcionen en frecuencias del orden de las ondas electromagnéticas, los componentes estructurales de un metamaterial deberían ser, en principio, más pequeños que la longitud de onda de la radiación electromagnética con la que interactúa. Así, podríamos aproximar su comportamiento en esas frecuencias al de un material homogéneo, descrito con precisión por un índice de refracción eficaz. Para la luz visible, que tiene longitudes de onda inferiores a un micrómetro (560 nanómetros para la luz solar), las estructuras deberían ser del orden de la mitad o menos de la mitad de este tamaño, es decir, menos de 280 nanómetros. En frecuencias de microondas, las estructuras solo deben ser del orden de un decímetro.
Los metamateriales por lo general consisten en estructuras periódicas, y, por tanto, tienen muchas similitudes con los cristales fotónicos; de hecho, muchos autores incluyen estos últimos dentro de la categoría de metamateriales. Sin embargo, los cristales fotónicos constan de estructuras de tamaño superior a la longitud de onda en la que funcionan, y, por tanto, su comportamiento no puede aproximarse al de un material homogéneo efectivo.
En el caso de las radiaciones de microondas, las características son del orden de milímetros. Los metamateriales de frecuencias de microondas suelen construirse como conjuntos de elementos conductores de la electricidad (como bucles de alambre) con características inductoras y capacitivas adecuadas. Muchos metamateriales de microondas utilizan resonador de anillo partidos.
Los metamateriales fotónicos están estructurados a escala nanométrica y manipulan la luz a frecuencias ópticas. Los  cristales fotónicos y las superficies selectivas en frecuencia como las  rejillas de difraccións, los  espejos dieléctricos y los  recubrimientos ópticos presentan similitudes con los metamateriales estructurados en  sublongitud de onda. Sin embargo, suelen considerarse distintos de los metamateriales, ya que su función surge de la difracción o la interferencia y, por tanto, no pueden aproximarse como un material homogéneo.[cita requerida] Sin embargo, estructuras materiales como los cristales fotónicos son eficaces en el espectro de luz visible. La mitad del espectro visible tiene una longitud de onda de aproximadamente 560 nm (para la luz solar). Las estructuras de cristal fotónico suelen tener la mitad de este tamaño o menos, es decir, < 280 nm.
Los  metamateriales plasmónicos utilizan  plasmones de superficie, que son paquetes de carga eléctrica que oscilan colectivamente en las superficies de los metales a frecuencias ópticas.
Las superficies selectivas en frecuencia (FSS) pueden presentar características de sublongitud de onda y se conocen como conductor magnético artificial (AMC) o superficies de alta impedancia (HIS). Las FSS presentan características inductivas y capacitivas que están directamente relacionadas con su estructura de sublongitud de onda.
Los metamateriales electromagnéticos pueden dividirse en diferentes clases, a saber:

## Metamateriales "zurdos" o doble negativos
La existencia de metamateriales "zurdos" (LHM) o "doble negativos" (DNG) fue formulada teóricamente por primera vez por el científico soviético Victor Veselago, en 1968. J. B. Pendry fue el primero en teorizar una forma práctica de implementar tal metamaterial. "Zurdo" en este contexto significa un material en el que la "regla de la mano derecha" no es obedecida, lo que permite que una onda electromagnética transmita energía (con una velocidad de grupo) en la dirección opuesta a su velocidad de fase. La idea inicial de J. B. Pendry, era que una distribución de cables metálicos alineados a lo largo de la dirección de propagación de la onda dan lugar a una permitividad efectiva negativa (ε <0). Sin embargo, existen materiales naturales (como Ferroeléctricos) con permitividad negativa: el reto era construir un material que tuviera al mismo tiempo una permeabilidad negativa (μ <0). En 1999, Pendry demostró que un anillo (en «C») con el eje a lo largo de la dirección de propagación podría proporcionar esa permeabilidad negativa. De esa manera, una distribución periódica de esos cables y anillos podía dar lugar a un índice de refracción efectivo negativo.
La analogía es la siguiente: Los materiales naturales están hechos de átomos, que se polarizan en presencia de campos electromagnéticos. Los dipolos así formados pueden modificar la velocidad de la luz por un factor "n" (el índice de refracción). El anillo de alambre y los cables desempeñan el papel de dipolos atómicos: el cable actúa como un átomo ferroeléctrico, mientras que el anillo actúa como un inductor "L" y la sección abierta como un condensador "C". El anillo en su conjunto, por lo tanto, actúa como un circuito "LC". Cuando el campo electromagnético pasa por el anillo, se genera una corriente inducida, que da lugar a un campo perpendicular al incidente. A la frecuencia de resonancia del anillo, el resultado equivale a una permeabilidad negativa, y así el índice de refracción es también negativo.